# Achterhaven 105
Het pand Achterhaven 105 is een van de oudste houten panden van de Nederlandse stad Edam (provincie Noord-Holland). Het pand is mogelijk gebouwd voor 1500. Een deel van de planken op de gevel is origineel; dit geldt ook voor de gevel aan de Breestraat.

## Geschiedenis
Het pand is gebouwd als woonhuis. Een van de eerste bewoners van het pand was de houtkoopman Lambert Jansz. Rengers. Later werd hij schout en in 1589 burgemeester van Edam. Ondanks een toename aan bebouwing aan de Achterhaven bleef het pand Achterhaven 105 een voornaam woonhuis. Het is altijd duurder gebleven dan de meeste panden in de nabije omgeving. Pas in 1741 werd het pand verkocht als pakhuis. In 1920 is het pand door de Vereniging Hendrick de Keyser aangekocht als een schildersatelier. De eerste restauratie in opdracht van de vereniging werd in 1934 uitgevoerd. Een tweede restauratie vond plaats in 1980. In het restauratierapport heeft men het erover dat het pand mogelijk van voor 1500 is.
In 2005 vroeg de Rijksdienst voor het Cultureel Erfgoed aan de gemeente Edam-Volendam om de kleuren van het pand aan te mogen passen, de rijksdienst wenste de meer historische kleuren toe te gaan passen. De gemeente heeft dit verzoek afgewezen omdat niet duidelijk was wat historisch dan zou zijn. Daarnaast waren de kleuren die toentertijd toegepast werden bekend binnen de stad. Wel mochten de roeden in de ramen van de zijgevel wit geverfd worden, dat waren de historisch meer correcte kleuren en die kleuren werden op de voorgevel ook al toegepast.
Uit dendrochronologisch (jaarring)onderzoek is gebleken dat niet het pand Achterhaven 105 maar het pand Spuistraat 31 het oudste houten huis van Edam is. Ook dat pand werd omstreeks 1500 gebouwd.

## Het pand
Het pand is niet alleen een van de oudste houten huizen van Edam, het is ook een van de oudste houten huizen van Nederland. Het gaat hierbij met name om de houten gevel uit ongeveer 1500. Bijna het gehele pand is uit hout gebouwd. Alleen de linker bouwmuur is uit steen opgetrokken. Omdat het pand rond 1500 is gebouwd bevat het laat-gotische elementen. Het kalf boven de deur is hier een voorbeeld van: dat bevat peerkraalprofielen en rozetten. Onder dit kalf bevindt zich de voordeur. Deze is ook origineel en is met zwaar hang- en sluitwerk bezet. Boven het kalf is een relatief modern glas-in-loodbovenlicht geplaatst. Aan het begin van de 18e eeuw is achter het houten voorhuis een stenen achterkamer gebouwd omdat er behoefte was aan extra woonruimte. Dit gedeelte van de woning is hoger dan het voorhuis en wordt door een tussenvloer opgedeeld in twee lagen. Het voorhuis werd toen in gebruik genomen als werkruimte.
Het pand werd op 15 november 1967 ingeschreven als rijksmonument en is geregistreerd onder nummer 14283.